# 茜色の夕日
「茜色の夕日」（あかねいろのゆうひ）は、日本のバンド、フジファブリックの通算6枚目のシングル。

## 解説
- 「茜色の夕日」はテレビ神奈川『saku saku』2005年9月度エンディングテーマとして起用、「蜃気楼」はオダギリジョー主演の映画『スクラップ・ヘブン』エンディングテーマとして起用された。
- 結成当初から存在する楽曲であり、デモテープも含めて4回音源化されているが、その時からは歌い方・曲調等が大幅に変更されている。
- 表題曲はインディーズ、メジャー共にPVが製作されている唯一の曲である。
- アマチュア時代、音楽をあきらめて地元に帰ろうかと悩んでいた志村正彦がそのことを当時バイト先の先輩だった氣志團の綾小路翔に打ち明けたところ、「だったらこの曲（茜色の夕日）をくれないか」と本気で頼まれ、実家に帰るのを考え直した[1]。
- ボーカル志村逝去直後の2009年12月28日、志村の敬愛する奥田民生がひとり股旅で出演している『COUNTDOWN JAPAN』にてこの曲をカバー。最後は涙で声を詰まらせながら熱唱する。また、その次の日にはメンバーが志村のバイト先の先輩だった氣志團[注 1]がこの曲をカバーしている。
- 2018年、俳優・歌手の菅田将暉がこの曲をカバー、自身のアルバム『PLAY』に収録されている。
- フジファブリックの代表曲の一つであるが、上述の通りバンド最初期に制作された楽曲で「志村の持ち曲」扱いされていることもあり、3人体制になって山内がボーカルを引き継いで以降は3回の“例外”を除き1回も演奏されていない。
  - 1回目は2010年に行われた志村の追悼ライブ「フジフジ富士Q」で、この時は奥田民生がボーカルを担当し披露された。
  - 2回目は2014年の武道館公演で、この時は志村のボーカルデータに合わせてバンドメンバー[注 2]が演奏する形で披露されている。
  - 3回目は2024年8月4日の東京ガーデンシアター公演「20th Anniversary SPECIAL LIVE 〜THE MOMENT〜」で、志村のボーカルデータとギター音源に合わせてバンドメンバー[注 3]が演奏する形で披露されている。

## 収録曲
| 全作詞・作曲: 志村正彦、全編曲: フジファブリック。 |                  |          |            |      |
| #                                                  | タイトル         | 作詞     | 作曲・編曲 | 時間 |
| 1.                                                 | 「茜色の夕日」   | 志村正彦 | 志村正彦   | 5:40 |
| 2.                                                 | 「蜃気楼」       | 志村正彦 | 志村正彦   | 5:55 |
| 3.                                                 | 「ムーンライト」 | 志村正彦 | 志村正彦   | 4:21 |

1. 茜色の夕日
  - テレビ神奈川『saku saku』2005年9月度エンディングテーマ
2. 蜃気楼
  - 加瀬亮主演の映画『スクラップ・ヘブン』エンディングテーマ。
  - ピアノが印象的であり、ASIAN KUNG-FU GENERATIONのボーカリストである後藤正文が、2010年 - 2011年のツアーのサポートメンバーとして金澤を起用するきっかけになった。
3. ムーンライト

## カバー
| アーティスト               | 収録作品                                     | 規格品番   | 発売日         | 備考                               |
| -------------------------- | -------------------------------------------- | ---------- | -------------- | ---------------------------------- |
| 「茜色の夕日」             |                                              |            |                |                                    |
| The SALOVERS               | シングル『文学のススメ』                     | TYCT-39001 | 2013年10月16日 |                                    |
| The SALOVERS               | シングル『文学のススメ』                     | TYCT-30003 | 2013年10月16日 |                                    |
| クラムボン                 | シングル『yet』                              | COCA-16978 | 2015年2月11日  |                                    |
| 菅田将暉                   | オリジナルアルバム『PLAY』                   | ESCL-5037  | 2018年3月21日  |                                    |
| 菅田将暉                   | オリジナルアルバム『PLAY』                   | ESCL-5039  | 2018年3月21日  |                                    |
| 菅田将暉                   | オリジナルアルバム『PLAY』                   | ESCL-5041  | 2018年3月21日  |                                    |
| アオルタ（CV：平流エレン） | 配信シングル『茜色の夕日（Arranged cover）』 | -          | 2021年9月10日  | 音楽プロジェクト『AKROGLAM』関連曲 |